# 총류탄

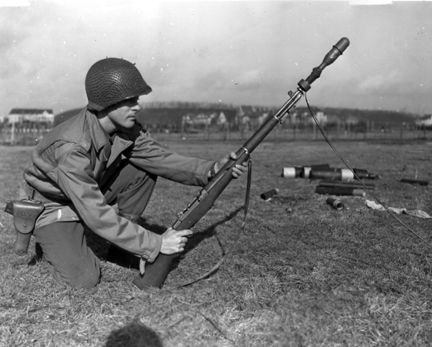
M1 개런드 소총으로 총류탄 발사 연습을 하고 있는 미군 병사의 모습.

총류탄(銃榴彈, rifle Grenade)은 소총을 기반으로 한 발사기를 통해 발사되는 유탄이다. 손으로 집어던지는 수류탄에 비해 더 긴 유효사거리를 얻을 수 있다.
총류탄 발사는 제1차 세계 대전과 제2차 세계 대전 기간 중 처음으로 널리 사용되었고 이러한 사용은 오늘날까지 계속되고 있다.

## 같이 보기
- 바주카
- 로켓추진유탄